# Енински апостол
Енинският апостол е старобългарски ръкопис от 10 или 11 век.
Книгата е един от най-старите паметници на кирилица, срещат се и букви от глаголицата. Пази се в Националната библиотека „Св. св. Кирил и Методий“ в София под сигнатура 1144.
Ръкописът е открит случайно през 1960 г. при ремонт на храма „Света Параскева“ в с. Енина, близо до Казанлък. Работниците предават силно повредения ръкопис (от който не е запазен нито един цялостен лист) на местна учителка, която го занася в Института за български език при БАН.
Ръкописът е част от изборен апостол. От първоначалните му около 220 листа са изцяло или отчасти запазени само 39, които съдържат апостолски четива (откъси от Деянията и Посланията на апостолите) за времето от 35-а неделя след Петдесетница до Великата събота и от 1 септември до 3 октомври.
Първите изследователи на Енинския апостол Кирил Мирчев и Христо Кодов го датират от XI век, но напоследък преобладава мнението, „че паметникът може да се отнесе към края на Х век, ако не и към втората му половина“.

## Издания
- Кирил Мирчев, Христо Кодов. Енински Апостол: старобългарски паметник от XI век. София, 1965
- Искра Христова-Шомова, Хайнц Миклас, Даниел Йорданов. Енински апостол: ново издание. София, 2022
- Енински апостол

## Изследвания
- Коцева, Е. Особености в календара на Енинския апостол – Старобългаристика, 9, 1985, № 1, 104 – 110
- Христова, И. Тропарите в Енинския апостол – Старобългаристика, 18, 1994, № 4, 86 – 102
- Йорданов, Д. Литургически предписания в рубриките на Енинския апостол – Преславска книжовна школа, 9, 2006, 426 – 449